# گوگل سوییفی
گوگل سوییفی (به انگلیسی: Google Swiffy) نرم‌افزار تحت وبی است که فایل‌های فلش را به اچ‌تی‌ام‌ال۵ تبدیل می‌کند. مرورگرهایی که توانایی اجرای اچ‌تی‌ام‌ال۵ جاوا اسکریپت و سی‌اس‌اس۳ و اس‌وی‌جی را داشته‌باشند می‌توانند خروجی گوگل سوییفی را اجرا کنند. در حال حاضر بیشتر مرورگرهای مدرن (دسکتاپ و موبایل) این توانایی را دارند.
البته مرورگر آندروید۳ توانایی اجرای اس‌وی‌جی را ندارد.

این برنامه به مرورگرهایی که فایل‌های فلش را پشتیبانی نمی‌کنند کمک می‌کند تا محتوای این فایل‌ها را نمایش دهند. مرورگرهایی همچون مرورگرهای آندروید و آی‌اواس.

شرکت ادوبی همچنین نرم‌افزاری برای تبدیل فایل‌های fla به اچ‌تی‌ام‌ال۵ دارد.

## پشتیبانی
گوگل سوییفی علاوه بر فایل‌های فلش فایل‌های اکشن‌اسکریپت۲ را نیز پشتیبانی می‌کند.

## اشکال
ویرایش کدهای تولید شده توسط سوییفی دشوار است.